# Librairie orientale H. Samuelian
La Librairie orientale H. Samuelian («Հ. Սամուէլեան» գրախանութ) est une librairie spécialisée dans la littérature orientale, en particulier arménienne (mais asiatique en général, voire africaine). Elle est fondée en août 1930 par Hrant Samuelian au 51 rue Monsieur-le-Prince, dans le quartier latin, à Paris.

## Histoire
La Librairie orientale H. Samuelian est fondée en août 1930 par Hrant Samuelian au 51 rue Monsieur-le-Prince, dans le quartier latin, à Paris,. Il rachète pour cela le fonds d'un ancien libraire arménien de Constantinople, B. Balentz (Պ. Պալենց), lui aussi exilé dans la capitale française. À cette époque, la diaspora arménienne en France, qui émerge dans les années 1920 à la suite de l'afflux de réfugiés du génocide arménien, est donc jeune et commence à se structurer. Ainsi, comme le note l'historienne Anahide Ter Minassian, la création de cette librairie « entend répondre aux besoins des lecteurs arméniens à un moment où les réfugiés se stabilisent pour devenir une diaspora ».
Au cours de son existence, la librairie se dote d'ouvrages concernant l'Arménie et les Arméniens, mais aussi l'Orient dans sa globalité, c'est-à-dire le Proche, le Moyen (arabe, persan, turc) et l'Extrême-Orient (Inde, Chine, Japon), mais aussi sur la Russie, la Grèce et même l'Afrique. Elle se dote aussi de catalogues et d'un réseau de correspondants mondiaux, ce qui lui permet d'attirer des intellectuels, des historiens, des journalistes et des curieux. Parmi eux, on peut citer de nombreux orientalistes : Gérard Dédéyan, Georges Dumézil, Émile Benveniste, Henry Corbin, Frédéric-Armand Feydit, Fernand Braudel, Gilbert Dagron, Claude Hagège, Claude Cahen, Georges Charachidzé, Jean-Pierre Mahé, A. Torossian, Sirarpie Der Nersessian, Serge Venturini ou Nina Garsoïan. Pour les Arméniens, elle « fait figure d'institution » au même titre que la Cathédrale arménienne Saint-Jean-Baptiste de Paris, et d'université populaire.
Elle est dirigée par son fondateur Hrant Samuelian jusqu'à sa mort en 1977, puis par ses enfants Armen Samuelian et Alice Aslanian, jusqu'à leur mort en 2016. Entre 1977 et 2016, ils gèrent ainsi conjointement l'affaire familiale selon un « exemple rare d'harmonie fraternelle […] et de fidélité à l'héritage paternel accepté comme un devoir ».
La librairie est aujourd'hui fermée. Le 12 juin 2025, une grande partie du fonds de la librairie est vendue aux enchères par la maison Gros & Delettrez,.

## Activités d'édition
La librairie édite aussi occasionnellement des ouvrages, notamment :
- Hrand Pasdermadjian, Histoire de l'Arménie, depuis les origines jusqu'au traité de Lausanne, Paris, H. Samuelian, 1949, 485 p. (BNF 32510001)